# Вепрь (приток Большой Визинги)
Вепрь — река в России, протекает по Сысольскому району Республики Коми. Устье реки находится в 56 км по правому берегу реки Большая Визинга. Длина реки составляет 81 км, площадь водосборного бассейна 323 км².
Берёт начало вблизи границы Сысольского и Койгородского районов в 10 км к западу от деревни Катыдпом. Течёт преимущественно на север и северо-запад в болотистой, лесистой местности. Основные притоки (от истока к устью): Рудшор, Тодъель, Попоншор, Орша (52 км от устья), Выра (все левые), Кат (правый). В 4 км от устья протекает южнее деревни Чукаыб и пересекает автодорогу Вятка.

## Данные водного реестра
По данным государственного водного реестра России относится к Двинско-Печорскому бассейновому округу, водохозяйственный участок реки — Вычегда от истока до города Сыктывкар, речной подбассейн реки — Вычегда. Речной бассейн реки — Северная Двина.
Код объекта в государственном водном реестре — 03020200112103000019553.